# Monticola bensoni
Monticola bensoni är en fågelart i familjen flugsnappare inom ordningen tättingar. Den betraktas oftast som underart till skogsstentrast (Monticola sharpei), men urskiljs som ibland egen art. Taxonet förekommer enbart i klippiga bergstrakter på sydcentrala Madagaskar. IUCN erkänner den inte som god art, varför den inte placeras i någon hotkategori.